# Hanauer Seifenfabrik

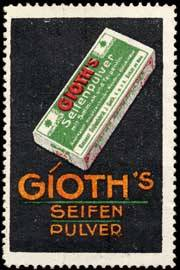
Werbemarke

Die Hanauer Seifenfabrik J. Gioth AG war ein Unternehmen, das Seifen- und Glycerinprodukte in Hanau herstellte und vertrieb. Die Aktiengesellschaft wurde 1921 durch Übernahme der Firma Hanauer Seifenfabrik J. Gioth gegründet und erlitt bereits im September 1924 Insolvenz.

## Geschichte

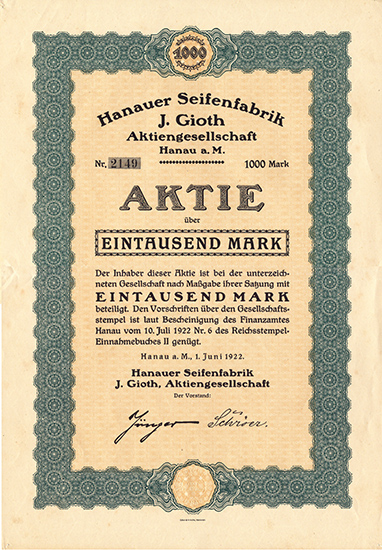
Aktie von 1922

Isaac Gioth (auch: Jizchaq Gioth) wurde am 10. März 1810 in Hanau geboren und starb dort am 24. Juni 1861. In seinem Hanauer Bürgeraufnahmeantrag aus dem Jahr 1835 gab er an, sich als Seifen- und Lichterfabrikant ernähren zu wollen. Gioth entstammte einer Metzgerdynastie und das Jahr 1835 war das Gründungsjahr seiner Seifenfabrik.
1890 entstand ein Neubau an der Kölnischen Straße 1, Ecke Französische Allee, im heutigen Stadtzentrum Hanaus unweit des Neustädter Marktplatzes. Goiths Sohn Jean (gestorben 1883) und dann sein Neffe Friedrich Trebbien führten die Firma J. Gioth bis 1921 weiter.
Danach ging das Unternehmen an die Börse. Am 1. Juni 1922 führte die Seifenfabrik eine Kapitalerhöhung von einer Million auf drei Millionen Mark durch. Dazu gab sie 2000 Stammaktien zu jeweils 1000 Mark aus.
Das Insolvenzverfahren über das Vermögen der Firma wurde am 4. September 1924 oder kurz davor eröffnet, desgleichen über das Vermögen der Ende 1922 vom Gioth-Konzern gegründeten Chemischen Fabrik AG in Hanau. Die Gläubigerversammlung beschloss, die Geschäfte vorläufig weiterzuführen.
1926 wurde die Firma von Hugo Obermeyer (vgl. in den 1950er Jahren noch das Hanauer Unternehmen Obermeyer & Co., Fabrik pharmazeutischer Präparate) und mitbeteiligten langjährigen Angestellten übernommen. Im Hanauer Adressbuch von 1938 ist sie noch eingetragen, im folgenden Adressbuch von 1950 nicht mehr. Auch im Handbuch der deutschen Aktiengesellschaften von 1943 ist die Seifenfabrik nicht mehr nachgewiesen.